# Irena Wita
Irena Wita (ur. 5 września 1938 w Rzeszowie, zm. w styczniu 2022) – polska biolog, prof. dr hab.

## Życiorys
W 1956 ukończyła w Wałbrzychu liceum ogólnokształcące, w 1965 studia biologiczne na Wydziale Biologii i Nauk o Ziemi Uniwersytetu Marii Curie-Skłodowskiej. Od 1970 była związana z Zakładem Parazytologii PAN, przekształconym w 1980 w Instytut Parazytologii Polskiej Akademii Nauk, najpierw jako doktorant, od 1973 jako pracownik. W 1974 obroniła tam pracę doktorskąEuglenoidina - pasożyty Ergsilus sieboldi Normann występującego na szczupakach (Esox lucuis L.) z Jezior Mazurskich napisaną pod kierunkiem Włodzimierza Michałjowa, w 1992 habilitowała się na podstawie pracy zatytułowanej Badania nad endopasożytniczymi Euglenida z rodzaju Parastasia Michajłow, 1972. 2 września 2004 nadano jej tytuł profesora w zakresie nauk biologicznych. Przeszła na emeryturę w 2012.
Zajmowała się badaniami protoparazytologicznymi, badała eugleniny, a od lat 90. XX wieku świdrowce i mikrosporydia.
Zmarła w styczniu 2022.